# Márcio Miranda
Márcio Desidério Teixeira Miranda (Pavão, MG, 19 de agosto de 1957) é um médico, policial militar reformado e político brasileiro, filiado ao Partido Renovação Democrática (PRD). Exerceu mandato como deputado estadual do Pará entre 2003 e 2019, tendo sido presidente da Assembleia Legislativa do Estado do Pará (ALEPA) de 2013 a 2019.
Nas eleições de 2018, concorreu ao cargo de governador do Estado do Pará mas, angariando 1.663.045 votos no segundo turno (44,57% dos votos válidos), não conseguiu ser eleito.

## Biografia
Nascido na cidade mineira de Pavão em 19 de agosto de 1957, Márcio Miranda é filho do pecuarista Manoel Clementino Teixeira, mais conhecido como Dio Teixeira, e de Mercina Miranda. Médico graduado pela Universidade Federal do Pará, com atuação em Clinica Geral, além de capitão reformado da Polícia Militar do Estado do Pará, reside e atua na área médica desde 1982 na cidade de Castanhal, município da Região Metropolitana de Belém, onde mantém sua base eleitoral.
Exerceu os cargos de presidente da Feira Agropecuária e do Sindicato dos Produtores Rurais de Castanhal entre 1994 e 1997, presidente da Associação Paraense dos Profissionais em Controle de Infecção Hospitalar e diretor da Comissão de Controle Hospitalar do Hospital Francisco Magalhães, em Castanhal. Entre essas atividades, foi ainda presidente do Instituto Tancredo Neves no Estado do Pará, instituição ligada ao antigo PFL, hoje DEM, onde desenvolveu atividades de cunho político-educacional. Além disso, em 2004 fundou o Instituto de Capacitação Profissional e Valorização Humana Mercina Miranda (IMM), instituição que leva o nome de sua mãe e atua na esfera de cursos de capacitação.

## Trajetória política
Márcio Miranda disputou sua primeira eleição em 1998, sendo candidato a uma vaga na ALEPA pelo PSDB, recebendo 14.226 votos, conseguindo apenas uma suplência. Em 2002, novamente candidato a uma vaga na ALEPA, desta vez pelo PDT, foi eleito com 23.996 votos. No ano seguinte, se filiou ao PFL. Em 2006, foi novamente candidato a Deputado Estadual, recebendo 60.390 votos, sendo o terceiro candidato mais votado do Estado e o mais votado no interior. Já em 2010, foi eleito pela terceira vez consecutiva, sendo o segundo candidato mais votado do pleito, recebendo 67.530 votos.
Em 2011 ocupou a função de Líder do Governo Jatene no Poder Legislativo Estadual. No ano seguinte, disputou a Prefeitura de Castanhal, recebendo o apoio do então mandatário Hélio Leite, hoje deputado federal, e do governador do Estado Simão Jatene; contudo, acabou sendo derrotado pelo ex-prefeito do município Paulo Titan, do PMDB.
Em 2013 foi eleito Presidente da Assembleia Legislativa do Estado do Pará com 26 votos dos 41 deputados, derrotando o candidato opositor Martinho Carmona, do PMDB, que recebeu 15 votos. Em 2014, foi eleito para seu quarto mandato, sendo o mais votado do estado, recebendo 82.738 votos.
Em 2015, foi reeleito presidente da ALEPA com 40 votos, sendo o voto remanescente dado em branco, posto que somente seu nome fora inscrito para a disputa. Já em 2017, foi novamente eleito para presidir a Assembleia Legislativa, ocupando o cargo pela terceira vez consecutiva com 32 votos. Assim como ocorrera em 2015, sua candidatura foi a única a ser inscrita para o pleito.
Foi candidato ao governo do Estado do Pará nas eleições de 2018, disputando o segundo turno contra Helder Barbalho (MDB) e recebendo 44,57% dos votos válidos.
Em 2022, filiou-se ao Partido Trabalhista Brasileiro com a finalidade de disputar para deputado federal.

## Desempenho em eleições
| Ano  | Eleição                | Coligação                                                                                           | Partido | Candidato a       | Votos                                                          | Votos em Castanhal                                       | Resultado  |
| ---- | ---------------------- | --------------------------------------------------------------------------------------------------- | ------- | ----------------- | -------------------------------------------------------------- | -------------------------------------------------------- | ---------- |
| 1998 | Estadual no Pará       | PSDB                                                                                                | PSDB    | Deputado Estadual | 14.226 (25º)                                                   | 6.980 (3º)                                               | Suplente   |
| 2002 | Estadual no Pará       | PDT                                                                                                 | PDT     | Deputado Estadual | 23.996 (16º)                                                   | 8.111 (3º)                                               | Eleito     |
| 2006 | Estadual no Pará       | PFL                                                                                                 | PFL     | Deputado Estadual | 60.390 (3º)                                                    | 17.616 (1º)                                              | Eleito     |
| 2010 | Estadual no Pará       | PSDB e DEM                                                                                          | DEM     | Deputado Estadual | 67.530 (2º)                                                    | 24.405 (1º)                                              | Eleito     |
| 2012 | Municipal de Castanhal | União e Trabalho, Pra Frente Castanhal DEM, PR, PP, PSB, PDT, PTB, PRB, PCdoB, PV, PTdoB, PSL e PMN | DEM     | Prefeito          | —                                                              | 33.865 (2º - turno único)                                | Não Eleito |
| 2014 | Estadual no Pará       | DEM                                                                                                 | DEM     | Deputado Estadual | 82.738 (1º)                                                    | 32.778 (1º)                                              | Eleito     |
| 2018 | Estadual no Pará       | Em Defesa do Pará DEM, PSDB, PSB, PDT, SD, PPS, PRTB, PMN e PRP                                     | DEM     | Governador        | 1.156.680 (2º - Primeiro turno) 1.663.045 (2º - Segundo turno) | 42.575 (1º - Primeiro turno) 55.135 (1º - Segundo turno) | Não Eleito |
| 2022 | Estadual no Pará       | PTB                                                                                                 | PTB     | Deputado Federal  | 62.499 (24°)                                                   | 17.060 (2°)                                              | Não Eleito |

## Controvérsias
Em setembro de 2018 o promotor Alexandre Couto Neto, coordenador do Núcleo de Combate à Improbidade Administrativa e à Corrupção (NCIC) do Ministério Público Estadual, instaurou inquérito civil para investigar o então deputado estadual e presidente da Assembleia Legislativa do Pará (ALEPA), Márcio Miranda, por improbidade administrativa. De acordo com o relatório do NCIC, há indícios de que empresas do político teriam se beneficiado de recursos repassados pelo governo e pela ALEPA ao Instituto de Capacitação e de Desenvolvimento Profissional e de Assistência Social Mercina Miranda, instituição mantida pelo deputado no município de Castanhal. A denúncia afirma ainda que, entre 2003 e 2011, a ONG Mercina Miranda recebeu pelo menos R$2,6 milhões de reais através de convênios com a ALEPA e a Ação Social Integrada do Palácio do Governo (ASIPAG), dinheiro que teria sido usado também para a promoção pessoal do político e para atendimentos médicos que direcionam pacientes a empresas de saúde da família Miranda.
Em fevereiro de 2019 o Ministério Público Federal (MPF) pediu a condenação do ex-presidente da Assembleia Legislativa do Pará, Márcio Miranda, por participação no suposto esquema de desvio de dinheiro e crime de abuso de poder político e econômico na execução do programa Asfalto na Cidade que, somente em 2018, teria utilizado R$360 milhões de reais. Com base no parecer do Ministério Público do Pará (MPPA), a Auditoria Geral do Estado (AGE) recomendou a paralisação do programa que tinha o objetivo melhorar a malha viária dos municípios paraenses com obras de recapeamento e asfaltamento, já que apresentava uma série de irregularidades executivas como o não cumprimento de planilhas, a baixa qualidade do asfalto aplicado e a não publicação dos convênios no Diário Oficial do Estado, como determina a lei. De acordo com informações da Auditoria Geral do Estado, as verbas do programa foram utilizadas com fins eleitoreiros por Márcio Miranda nas eleições de outubro de 2018, uma vez que que o político teria percorrido vários municípios do Estado representando o então governador Simão Jatene na assinatura de convênios e ordens de serviço do programa, mesmo sem ter a delegação do chefe do Executivo estadual para assinar os convênios no período da pré-campanha eleitoral. Além disso, parte das obras foram paralisadas após a derrota do candidato no pleito estadual.
Em 4 de abril de 2019 o Tribunal de Justiça do Estado do Pará (TJPA) aceitou a denúncia do Ministério Público Militar por crime de peculato contra Márcio Miranda, isto é, quando há desvio ou subtração de dinheiro ou bem público em proveito próprio ou de terceiros. Segundo a ação, o ex-candidato ao governo do Estado teria recebido indevidamente mais de R$ 1,5 milhão de reais como capitão da polícia militar ao longo dos 233 meses nos quais esteve na reserva da corporação. De acordo com a denúncia, Márcio Miranda prestou concurso público e entrou na Polícia Militar em 1992, afastando-se pela primeira vez do cargo em 1998 para concorrer como deputado estadual, passando a receber o benefício da reserva nesse mesmo ano. Porém, segundo a promotoria, Márcio não atingiu o período mínimo de 10 anos como militar para se candidatar a um cargo eletivo e, ao mesmo tempo, garantir o benefício. Não conseguindo eleger-se em 1998, Márcio Miranda retornou à Polícia Militar e, quatro anos depois, assumiu o mandato de deputado estadual como suplente, passando a acumular dois salários: o de deputado e o de reservista. De acordo com o Ministério Público Militar, ao continuar a receber ilegalmente o soldo de militar, Márcio Miranda cometeu crime de peculato de maneira continuada e se condenado, pode passar até 15 anos na prisão.